# متثاقل أحمر

تصنيف هرتزشبرونج-راسلمبينا تطور النجوم ذات كتل مختلفة بالنسبة إلى الشمس. ويوجد المتثاقل الأحمر معلما بالرمز RC على الخط الأخضر الذي يبين تطور نجم له ضعف كتلة الشمس ، يمينا من النسق الأساسي (أسود).

متثاقل أحمر في علم الفلك (بالإنجليزية: red clump) هي صفة لبعض النجوم في تصنيف هرتزشبرونج-راسل تصف مرحلة من تطور عمر النجم . نوع المتثاقل الأحمر RC مميز بالخط الأخضر في المخطط وهو يبين تطور نجم تبلغ كتلته 2 كتلة شمسية (المحور الأفقي يبين درجة حرارة سطح النجم ، والمحور الرأسي ضياء النجم النسبي بالمقارنة بضياء الشمس) . وتسمى النجوم الموجودة في المخطط على الخط المنحني الأسود «نجوم النسق الأساسي» والأعداد عليه تعطي كتلتها بالنسبة إلى الكتلة الشمسية . تتميز نجوم المتثاقلة الحمر RC بارتفاع في معدنيتها . ضياء تلك النجوم أشد من ضياء نجوم النسق الأساسي التي لها نفس درجة حرارة للسطح ، وهي توجد إلى اليمين من النسق الأساسي .
تمثل تلك المرحلة من تطور نجم مرحلة اندماج الهيليوم بعد قرب نفاذ الهيدروجين في قلب النجم . أما النسق الأساسي فهو مرحلة تطور النجم حيث يستمد طاقته بأندماج الهيدروجين وهي تسبق مرحلة اندماج الهيليوم . خلال مرحلة اندماج الهيدروجين ينتفخ النجم بسبب ارتفاع درجة حرارة تفاهل الهيليوم في قلبه وينتقل الهيدروجين الباقي إلى الطبقات العليا في النجم التي تتمدد ويتحول النجم إلى عملاق أحمر RG ، كما في الشكل .
في هذا الشكل نجد أن الشمس ممثلة هنا بالكتلة 1 كتلة شمسية وضياؤها ممثلا ب 1 ضياء شمسي ، وهي على ذلك من الممكن أنها ستمر بمرحلة المتثاقل الأحمر قبل أن تصبح في النهاية عملاقا أحمر. عندئذ تتمدد الشمس حتى يتعدى سطحها مدر الزهرة ، بل من المتوقع أن يتعدى مدار الأرض أيضا . باقي على تلك المرحلة نحو 4 مليارات سنة ، هذا ما نتعلمه من نجموم حولنا تمر بجميع تلك المراحل.

## عملاق أحمر عظيم

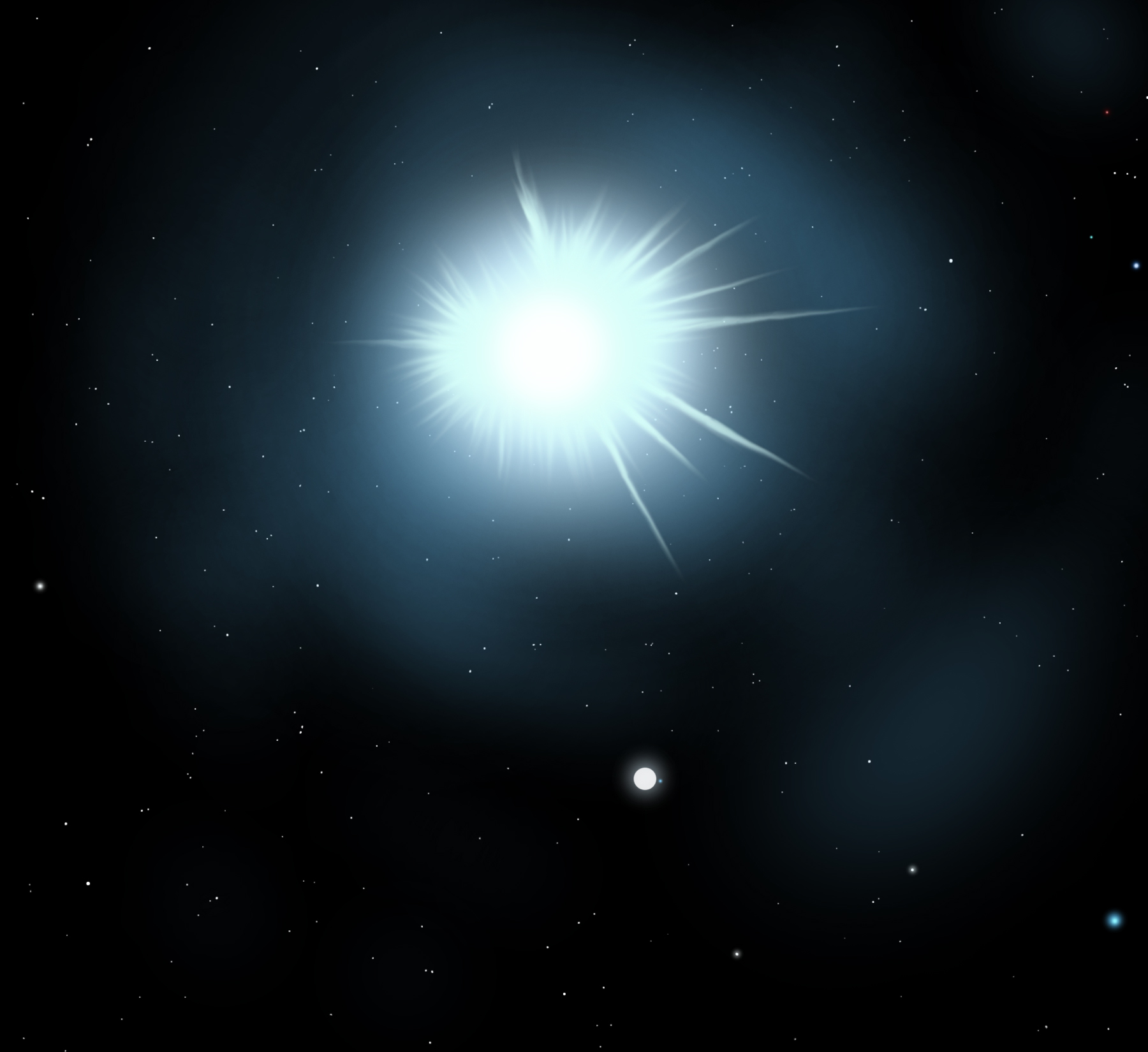
عملاق إتا العذرة الأزرق العظيم، الواقع في كوكبة الكلب الأكبر.

كما نرى يتحول نجم ذو كتلة مماثلة لكتلة الشمس أو ضعفها إلى متثاقل أحمر عنما يقترب وقودة من الهيدروجين على النفاذ. وبعد ذلك يتحول إلى عملاق أحمر وينتفخ . كما يبين الشكل أن نجما تبلغ كتلته مثلا 15 كتلة شمسية يمر بمراحل في عمره بمرحلة : عملاق أزرق عظيم BSG، ثم «عملاق أصفر عظيم» YSG، ثم ينتهي بمرحلة عملاق أحمر عظيم RSG.

## اقرأ أيضا
- النسق الأساسي
- تطور النجوم
- نجم
- تصنيف هرتزشبرونج-راسل
- فهرس مسييه